# Antiga Fábrica de Cerâmica de Montargila

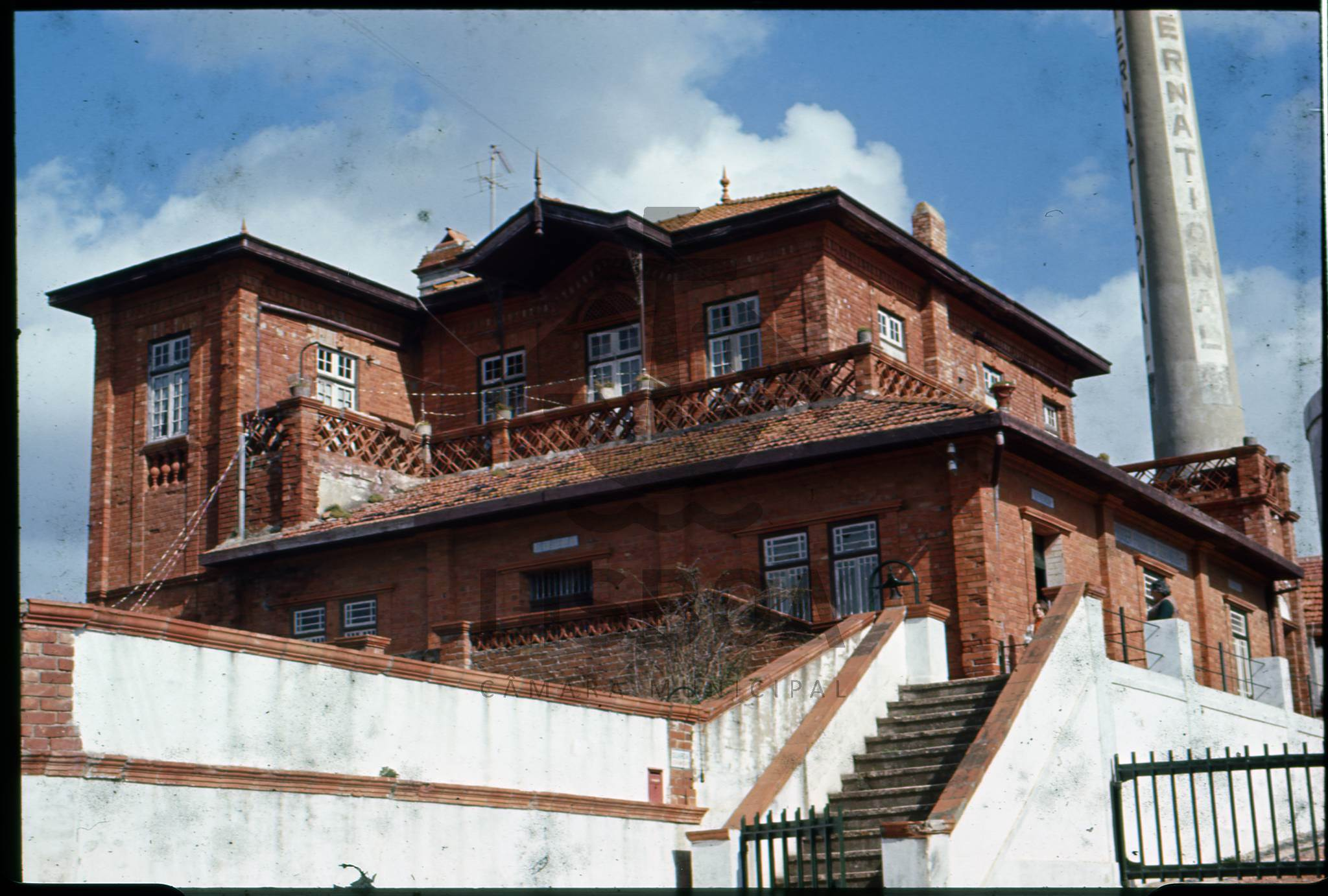
Entrada para a Antiga Fábrica de Cerâmica de Montargila

A Fábrica de Cerâmica de Montargila é um edifício histórico localizado em Algés, no concelho de Oeiras, Portugal.  A fábrica foi estabelecida em 1897 por José Joaquim Almeida Junça, dedicava-se à produção de materiais de construção em cerâmica, nomeadamente telha, tijolo e peças decorativas como azulejos e outros artigos ornamentais, contribuindo para o desenvolvimento industrial local numa era de crescente industrialização dos arredores de Lisboa. Esteve em laboração até aos anos 60, do séc. XX. O bairro operário foi construído em 1945. O imóvel, classificado como património municipal, permaneceu abandonado e em ruínas durante décadas após o encerramento da fábrica na década de 1960.
Diversos pintores trabalharam nas oficinas da fábrica, com destaque para o azulejista José Estêvão Cancela de Vitória (também conhecido por Victória P.). Entre as obras executadas na Fábrica de Montargila contam-se os painéis da Estação Ferroviária de Óbidos (1946) e o conjunto encomendado para as cavalariças de Rio Frio, no Pinhal Novo (c. 1950).

### Reabilitação
Entre 2020 e 2025 o edifício sofreu uma intervenção de reabilitação integral projetada pelo atelier Pais Ministro Arquitetos. O projeto, promovido pelo proprietário e médico dentista Ricardo Silva Marques, procurou preservar os elementos construtivos originais da fábrica do século XIX — alvenaria de tijolo artesanal, beirados e platibandas em madeira, bem como a cobertura em telha marselhesa — restituindo-lhes a leitura arquitetónica primitiva.
No interior, a abordagem foi deliberadamente contemporânea, distinguindo as novas funcionalidades clínicas da estrutura histórica. Adicionalmente ergueu-se um anexo moderno, ligado ao corpo principal, cuja fachada exibe um painel de azulejos concebido pela artista Joana Vasconcelos.

O espaço exterior foi igualmente requalificado, integrando um jardim onde se encontra uma escultura em pedra de Bordalo II. A estes intervenientes somam-se obras de VHILS, Manuel Cargaleiro, Add Fuel e do arquiteto Álvaro Siza Vieira, traduzindo a intenção de relacionar o património industrial com a arte contemporânea, renascendo como a Le Art Clinic.